# Das einfache Leben
Das einfache Leben ist ein Roman von Ernst Wiechert, der 1939 bei Langen & Müller in München erschien.
Wiechert schrieb dieses Buch unmittelbar nach seiner Haft im KZ Buchenwald im Sommer 1938, um sich die erlittenen Leiden „von der Seele zu wälzen. … Mit ihm spülte ich mir von der Seele, was sie beschmutzt, befleckt, erniedrigt, entwürdigt und zu Tode gequält hatte. Mit ihm baute ich noch einmal eine Welt auf, nachdem die irdische mir zusammengebrochen oder schrecklich entstellt worden war.“ Erst nach dem Verfassen dieses Buches war Wiechert seelisch in der Lage, seinen Bericht über die Leiden im KZ, „Der Totenwald“, niederzuschreiben. Für Wiechert bedeutete Das einfache Leben die psychische Genesung und zugleich ein Weg, nach den gemachten Erfahrungen seinen Lesern den Ausweg in die Innere Emigration zu weisen.
Protagonist ist der Kapitän und Kriegsveteran Thomas von Orla, der der Zivilisation den Rücken kehrt und seine Lebenskrise mit dem Trauma des Ersten Weltkriegs in einem naturnahen, entsagungsreichen Leben in der masurischen Seenplatte in Ostpreußen überwindet.

## Handlung
Korvettenkapitän Thomas von Orla gehört zu den Offizieren der kaiserlichen Marine, die 1916 in der Seeschlacht vor dem Skagerrak gegen die britische Royal Navy kämpfen. Gut zwei Jahre später revoltieren die Matrosen auf Thomas von Orlas Schiff, doch der Korvettenkapitän schießt im entscheidenden Moment nicht auf den Untergebenen, der die Flagge niederholt, sondern lässt sich von den Matrosen ins Meer werfen. Thomas überlebt den Sturz und wird von seinem Obermatrosen Friedrich Wilhelm Bildermann aus dem Wasser gezogen.
Fünf Jahre nach Kriegsende ist Thomas immer noch mit der Verarbeitung der Kriegsereignisse beschäftigt. In dieser Situation hat er ein Schlüsselerlebnis, als er den Psalm 90 von der „Zuflucht in unserer Vergänglichkeit“ verinnerlicht: wir bringen unsre Jahre zu wie ein Geschwätz. Der 45-jährige Offizier entschließt sich daraufhin, der quirligen Großstadt und seiner Familie den Rücken zu kehren, durchquert Polen und geht nach Ostpreußen. „Auf dem Wege der Arbeit als der einzigen Erlösung des Menschen“ beginnt Thomas eine jahrelange Suche nach dem Sinn seines Lebens. Dabei gerät er zufällig in eine scheinbar heile preußische Welt, die in der Zeit der Weimarer Republik ihren alten Charakter bewahrt hat. Die wichtigsten Beziehungen knüpft Thomas zu dem bärbeißigen General von Platen, zu dessen Enkelin Marianne, dem Förster Gruber sowie zu dem Nachbarn Graf Natango Pernein, einem jungen, zurückgezogen lebenden Schöngeist und Liebhaber naturwissenschaftlicher Experimente. Die Landbevölkerung bleibt dagegen weitgehend konturlos.
Im General, einem „Militarist[en] und Reaktionär“, findet der Kapitän außer Dienst einen Gönner, der ihm auf der Fischerinsel jahrelang freie Hand lässt. Der umsichtige, fleißige Thomas enttäuscht seinen brummigen, aber nicht unfreundlichen Brotgeber nie. Freilich hat der Offizier in dem handwerklich geschickten Bildermann eine große Hilfe, der Thomas bald auf die Insel gefolgt war. Die beiden leben gemeinsam in der Kate auf der kleinen Insel in unmittelbarer Nähe des alten Generals. Die langen Winterabende nutzt Thomas, zwei Bücher über Moral auf See und im Gefecht zu schreiben. Die beiden Werke „Ethik des Seemannslebens“ sowie „Der Schlachtengott“ werden veröffentlicht, stoßen aber auf Widerspruch jener Leserschaft, die Deutschland nicht länger als Kriegsverlierer sehen will, etwa des in Ostpreußen aktiven Stahlhelm. Zwar folgt Thomas der Einladung zu dessen Kriegsspielen, doch er hält Distanz.
Als Graf Natango Opfer eines Aufstandes der Landbevölkerung wird, erbt Thomas überraschend den Großteil von dessen Besitz. Thomas, der unter seinem Gönner, dem General von Platen, jahrelang als Fischer auf dem Inselchen gehaust hatte, sieht sich so über Nacht im Besitz eines gräflichen Schlosses mit Gemäldegalerie, einer gut sortierten Bibliothek und eines gut eingerichteten naturwissenschaftlichen Laboratoriums. Von Todessehnsucht erfüllt, sucht er sich einige Folianten heraus, stapelt diese auf dem Nachttisch, forscht und liest. Sein Fazit lautet: „das Geschaute […] war größer als das Gedachte“.

## Stil
Die Sprache Wiecherts ist ausgesucht virtuos. Einzelheiten aus der Lebensgeschichte Thomas von Orlas werden sehr zögerlich und indirekt erzählt, objektive Fakten weitgehend vermieden. Der Text spiegelt den Charakter Thomas von Orlas: Der Protagonist erscheint zurückhaltend, tolerant, ernst, vornehm, kunstsinnig, nachdenklich, naturverbunden, genügsam, arbeitsam und keineswegs hochmütig.
Kunstvoll wird das Stilelement der Wiederholung eingesetzt. Zweimal wird gegen die Obrigkeit aufbegehrt: Einmal wird Thomas von Orla in die Ostsee geworfen und kommt mit dem Leben davon, ein anderes Mal begibt sich Graf Natango in Gefahr und kommt darin um. Beide Male treten Herren einsam gegen die aufgebrachte Volksmenge an und müssen unterliegen.

## Themen
Bescheidenheit und Demut
Der Korvettenkapitän verschweigt seinen Adelstitel und tritt in Ostpreußen als Steuermann Thomas Orla auf. Sein Sohn Joachim verrät das Geheimnis bei einem seiner regelmäßigen Ferienbesuche. Dem ehrgeizigen Jungen ist die Bescheidenheit seines Vaters fremd. Er will höher hinaus als dieser und Geschwaderchef werden. Die ethischen Grundpfeiler, die der Vater in seinen beiden Büchern für Seeoffiziere errichtet hat, lehnt er ab. Zur Beerdigung seiner Mutter Gloria kommt Joachim nicht, da er sich um seine Karriere kümmert.
Ehe und Liebe
Die Jahre auf See haben jedoch auch den Korvettenkapitän seiner Gattin und seinem Sohn entfremdet. Gloria will ihre Lebensführung nach dem Kriege nicht ändern und Thomas von Orla sind die rauschenden Feste nach seinem Schlüsselerlebnis zuwider. Er verlässt seine Frau und übergibt seinen Sohn seiner Schwester. Erst als Gloria todkrank zu ihm kommt, pflegt er sie zwölf Tage lang bis zu ihrem Ende.
Joachim gilt es als verabredet, dass er die gleichaltrige Marianne von Platen einmal heiraten wird. Diese findet aber den Vater anziehender als den Sohn. Zwar spricht Thomas von Orla die zu Beginn dreizehnjährige Marianne durchgängig als das „Kind“ an und behandelt sie auch im Erwachsenenalter noch wie sein Kind, doch der Text lässt offen, ob die beiden mehr als Kameradschaft verbindet, bis Marianne Thomas am Ende der Erzählung einen langen Kuss auf den Mund gibt. Mit dem Verzicht auf die Liebe zu dem Mädchen endet der Roman.
„Das Letzte, … was man im Leben gewinnen kann, ist, nichts haben zu wollen. … Auch in der Liebe.“
Gott, Krieg und Tod
Das beherrschende Thema ist das millionenfache Morden während des Ersten Weltkrieges und dessen Folgen. Dieses Thema wird durch mehrere Einzelschicksale ausgeführt, etwa durch die Gattin des Försters Gruber, deren Sohn Valentin auf dem Schlachtkreuzer Seydlitz umkam. Die Frau verliert über dem schmerzlichen Verlust den Verstand. Auch der Moralist und Seekriegs-Ethiker Thomas von Orla hadert mit seinem Gott und kann das Schweigen des Herrn nicht begreifen.

„Gefecht und Schlacht, Tod und Zerstörung, das konnte nicht alles sein. Irgendwo schleiften die zerrissenen Zügel dieses Wagens über die Erde, und so lange mußte man gehen, bis sie über einen hinwegfegten und man versuchen konnte, ein Stück zu ergreifen. Den Sinn mußte man zu finden suchen; nicht das Ganze, die Lösung, das Letzte, aber ein Stückchen Sinn, den Schimmer eines Planes, und dann wollte man in Gottes Namen noch einmal anfangen.“

Ostpreußen

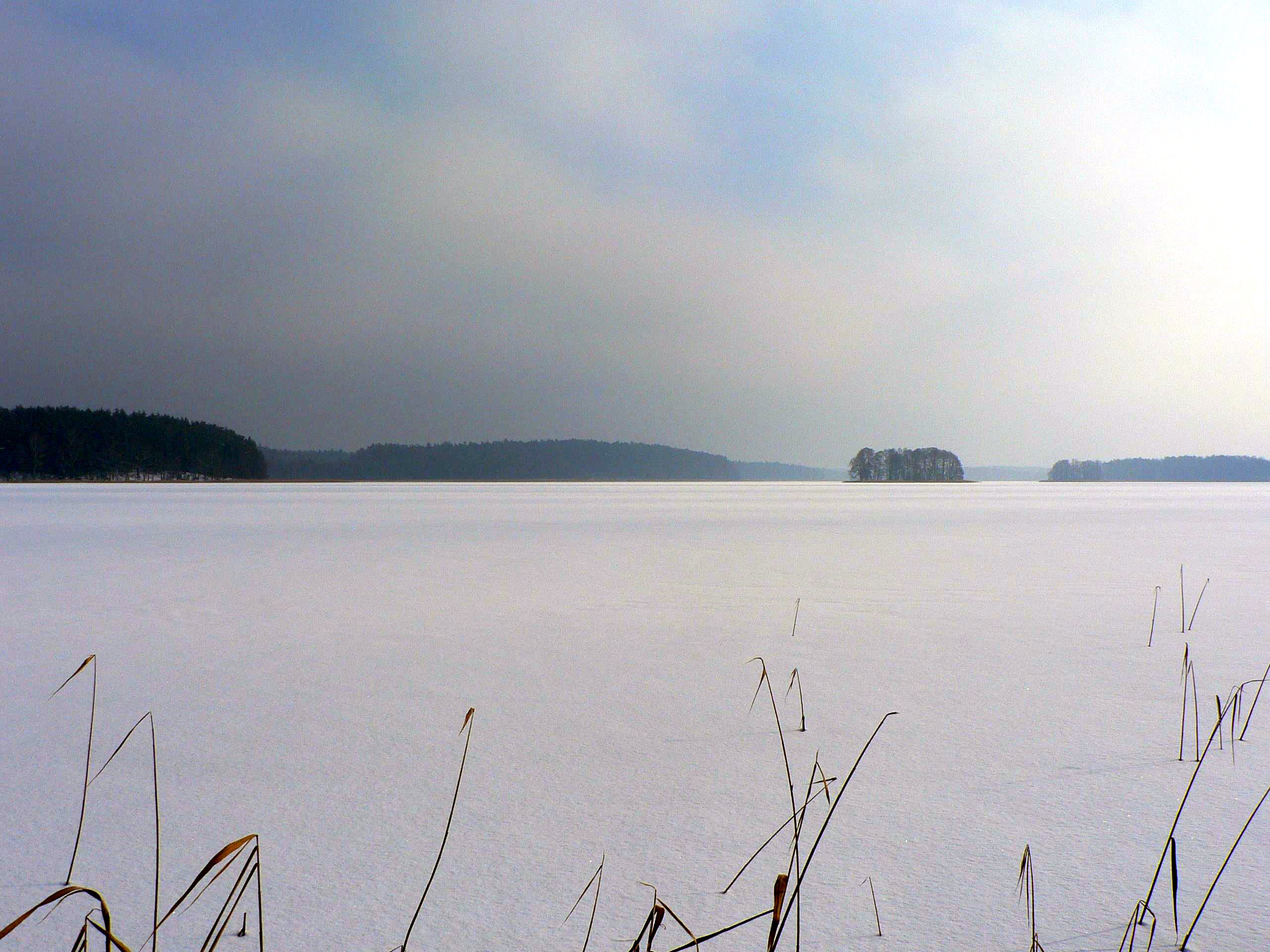
In Masuren

Der Roman ist eine Hommage des Autors auf seine engere Heimat und die herbe Schönheit der masurischen Landschaft.

## Rezeption
Vor 1945
Im Erscheinungsjahr 1939 lag eine Inhaftierung Wiecherts im Konzentrationslager Buchenwald erst wenige Monate zurück. Die beiden zuständigen NS-Dienststellen beurteilten das Buch konträr. Während das „Amt Rosenberg“ dem Werk positiv gegenüberstand, wurde es vom Reichsministerium für Volksaufklärung und Propaganda unter Joseph Goebbels abgelehnt. So kam es gleichsam zur Druckgenehmigung „aus Versehen“. Nach Annette Schmollinger rezensierten 1939 vier deutsche Zeitschriften den Roman. Die Zeitschrift „Die Frau“ kritisierte das Werk als „egoistisch“. In dem Roman wurde „eine Absage an die Idee der Gemeinschaft und das Bekenntnis zur bewußten Vereinzelung“ gesehen.
Nach 1945
Schmollinger resümiert, das Buch repräsentiere „kein demokratisches Gesellschaftsbild als Ideal“. Günter Scholdt gibt jenen, die Wiechert nicht der „Inneren Emigration“ zurechnen möchten, zu bedenken, dass zum Veröffentlichungszeitpunkt „der Rückzug aus der Öffentlichkeit eine gewichtige politische Handlung darstellte, eine Reaktion nämlich auf die totale Politisierung des Lebens im Dritten Reich, ein Signal der Resistenz gegenüber der völligen Vereinnahmung des Autors“.
Die Literaturgeschichte wirft dem Autor Eskapismus vor. Das sei nach Schmollinger jedoch ungerechtfertigt, denn Thomas von Orla flüchte nicht aus seinem Leben, sondern er orientiere sich um. Mit dieser Rückbesinnung und Konzentration auf das Individuelle stärke er sein Ich und setze sich von der Masse ab. Heinz Stolte bemängelt das „Naturkultische“ im Roman, und Frank-Lothar Kroll kann dem Autor den schwerwiegenden Vorwurf nicht ersparen, Probleme und Geschehen ließen sich aus dem Titel erraten. Weiter bemerkt Kroll, Wiechert arbeite mit Gleichnissen. Der rotierende Globus symbolisiere die Wiederkehr, Thomas von Orlas Insel die selbst gewählte Robinson-Einsamkeit und die Hütte auf der Insel die Arche Noah. Thomas von Orla auf seiner Insel profiliere sich als Gottsucher. Gesucht werden Perkunos, Buddha und die Götter der Osterinsel. Thomas begleite Marianne auf dem Weg zur Frau quasi als ihr Vater. Marianne behalte die Kind-Rolle und verkörpere die neue Generation.
Für Herbert Wehner war Das einfache Leben das Buch, das ihn während seiner Emigrationsjahre nachhaltig prägte. Helmut Schmidt und Hannelore „Loki“ Schmidt empfanden Das einfache Leben während des Terrors der letzten Kriegsjahre als „Idealvorstellung“ und erklärten, dass viele Leute damals ähnlich empfunden hätten wie sie.
Ernst Wiechert selbst nannte Das einfache Leben „sein“ Buch, „das einzige meiner Bücher vielleicht, das ganz mein war“, und hielt es für natürlich, dass sich die deutsche Kritik mit Erbitterung gegen das Buch wendete. Aber keines seiner Bücher bewirkte laut Wiechert so viel Tröstung wie dieses, „über kein Buch habe ich so viele und so ergreifende Zeugnisse des Dankes.“